# المنطقة الجنوبية الغربية (الكاميرون)
المنطقة الجنوبية الغربية (بالإنجليزية: Southwest Region)‏ هي منطقة في الكاميرون، بلغ عدد سكانها 1,419,269 نسمة وذلك حسب إحصائيات سنة 2007، عاصمتها بويا، تبلغ مساحتها 25,410 كيلومتر مربع.

## الموقع
تشترك في الحدود مع:
- إقليم الشمال الغربي
  - المنطقة الغربية (الكاميرون)
  - المنطقة الساحلية.

## التقسيمات الإدارية
تنقسم المنطقة لـ 6 أقسام تنقسم بدورها لـ 32 أقسام فرعية (دوائر)، تنقسم لقرى:
| القسم               | المركز   | المساحة   | السكان (إحصاء 2005) | الدوائر |
| ------------------- | -------- | --------- | ------------------- | ------- |
| Fako (department) ‏  | ليمبي    | 2،093 كم² | 466،412 نسمة        | 7       |
| Koupé-Manengouba ‏   | بنجيم    | 3.404 كم² | 105579 نسمة         | 4       |
| Lebialem ‏           | مينجي    | 617 كم²   | 113,736 نسمة        | 3       |
| Manyu (department) ‏ | مامفي    | 9،565 كم² | 181،039 نسمة        | 4       |
| Meme (department) ‏  | كومبا    | 3،105 كم² | 326،734 نسمة        | 5       |
| Ndian ‏              | مونديمبا | 6،626 كم  | 362،201 نسمة        | 9       |

.